# Birgit Heeb-Batliner
Birgit Heeb-Batliner (ur. 14 października 1972 w Mauren) – liechtensteińska narciarka alpejska.

## Kariera
Po raz pierwszy na arenie międzynarodowej pojawiła się w 1991 roku, startując na mistrzostwach świata juniorów w Geilo, gdzie zajęła między innymi 10. miejsce w supergigancie i 16. w kombinacji.
W zawodach Pucharu Świata zadebiutowała 22 stycznia 1993 roku w Haus, gdzie zajęła 53. miejsce w zjeździe. Pierwsze punkty wywalczyła 26 listopada 1995 roku w Park City, gdzie zajęła czwarte miejsce w gigancie. Na podium zawodów tego cyklu pierwszy raz stanęła 19 listopada 1998 roku w Park City, kończąc rywalizację w slalomie na trzeciej pozycji. W zawodach tych wyprzedziły ją jedynie Austriaczka Alexandra Meissnitzer i Niemka Martina Ertl. W kolejnych startach jeszcze cztery razy stawała na podium, za każdym razem w slalomie: 28 stycznia 1999 roku w Lienzu była trzecia, 23 stycznia 2000 roku w Cortina d’Ampezzo była druga, 18 marca 2000 roku w Bormio ponownie była trzecia, a 21 listopada 2002 roku w Park City była najlepsza. W sezonie 1999/2000 zajęła 30. miejsce w klasyfikacji generalnej, a w klasyfikacji giganta była siódma.
Wystartowała na igrzyskach olimpijskich w Albertville w 1992 roku, gdzie zajęła 20. miejsce w kombinacji, 30. w supergigancie, a giganta nie ukończyła. Na igrzyskach w Lillehammer w 1994 roku była jedenasta w gigancie. Podczas rozgrywanych cztery lata później igrzysk w Nagano w tej samej konkurencji była dziewiąta. Brała również udział w igrzyskach olimpijskich w Salt Lake City w 2002 roku, gdzie została zdyskwalifikowana w pierwszym przejeździe giganta. Była też między innymi piąta w gigancie na mistrzostwach świata w Sankt Anton w 2001 roku i siódma w tej konkurencji podczas mistrzostw świata w Sierra Nevada w 1996 roku.

## Osiągnięcia

### Igrzyska olimpijskie
| Miejsce | Dzień     | Rok  | Miejscowość    | Konkurencja | Czas biegu | Strata      | Zwyciężczyni       |
| ------- | --------- | ---- | -------------- | ----------- | ---------- | ----------- | ------------------ |
| 20.     | 13 lutego | 1992 | Albertville    | Kombinacja  | 2,55 pkt   | +161,70 pkt | Petra Kronberger   |
| 30.     | 18 lutego | 1992 | Albertville    | Supergigant | 1:21,22    | +6,00       | Deborah Compagnoni |
| DNF1    | 19 lutego | 1992 | Albertville    | Gigant      | 2:12,74    | -           | Pernilla Wiberg    |
| DNF     | 15 lutego | 1994 | Lillehammer    | Supergigant | 1:22,15    | -           | Diann Roffe        |
| 11.     | 24 lutego | 1994 | Lillehammer    | Gigant      | 2:30,97    | +5,12       | Deborah Compagnoni |
| 9.      | 20 lutego | 1998 | Nagano         | Gigant      | 2:50,59    | +4,11       | Deborah Compagnoni |
| DSQ2    | 22 lutego | 2002 | Salt Lake City | Gigant      | 2:30,01    | -           | Janica Kostelić    |

### Mistrzostwa świata
| Miejsce | Dzień     | Rok  | Miejscowość       | Konkurencja | Czas biegu | Strata      | Zwyciężczyni          |
| ------- | --------- | ---- | ----------------- | ----------- | ---------- | ----------- | --------------------- |
| 27.     | 5 lutego  | 1993 | Morioka           | Kombinacja  | 3,39 pkt   | +176,79 pkt | Miriam Vogt           |
| DNF2    | 10 lutego | 1993 | Morioka           | Gigant      | 2:17,59    | -           | Carole Merle          |
| 32.     | 14 lutego | 1993 | Morioka           | Supergigant | 1:33,52    | +3,22       | Katja Seizinger       |
| 7.      | 22 lutego | 1996 | Sierra Nevada     | Gigant      | 2:10,74    | +2,25       | Deborah Compagnoni    |
| DNF1    | 9 lutego  | 1997 | Sestriere         | Gigant      | 2:39,19    | -           | Deborah Compagnoni    |
| 23.     | 11 lutego | 1997 | Sestriere         | Supergigant | 1:23,50    | +2,93       | Isolde Kostner        |
| 12.     | 11 lutego | 1999 | Vail/Beaver Creek | Gigant      | 2:08,54    | +1,96       | Alexandra Meissnitzer |
| 5.      | 9 lutego  | 2001 | Sankt Anton       | Gigant      | 2:19,01    | +2,43       | Sonja Nef             |
| 10.     | 13 lutego | 2003 | Sankt Moritz      | Gigant      | 2:30,97    | +2,68       | Anja Pärson           |

### Mistrzostwa świata juniorów
| Miejsce | Dzień       | Rok  | Miejscowość | Konkurencja | Czas biegu | Strata | Zwyciężczyni        |
| ------- | ----------- | ---- | ----------- | ----------- | ---------- | ------ | ------------------- |
| 10.     | 8 kwietnia  | 1991 | Geilo       | Supergigant | 1:15,16    | +1,40  | Julie Lunde Hansen  |
| 33.     | 11 kwietnia | 1991 | Geilo       | Zjazd       | 1:08,87    | +1,87  | Céline Dätwyler     |
| 24.     | 12 kwietnia | 1991 | Geilo       | Gigant      | 2:09,95    | +6,12  | Sabina Panzanini    |
| 37.     | 14 kwietnia | 1991 | Geilo       | Slalom      | 1:20,21    | +11,71 | Urška Hrovat        |
| 16.     | 14 kwietnia | 1991 | Geilo       | Kombinacja  | ?          | ?      | Cornelia Meusburger |

### Puchar Świata

#### Miejsca w klasyfikacji generalnej
- sezon 1994/1995: 34.
- sezon 1995/1996: 68.
- sezon 1996/1997: 62.
- sezon 1997/1998: 52.
- sezon 1998/1999: 31.
- sezon 1999/2000: 30.
- sezon 2000/2001: 97.
- sezon 2001/2002: 42.
- sezon 2002/2003: 40.

#### Miejsca na podium
1. Park City – 19 listopada 1998 (slalom) – 3. miejsce
2. Lienz – 28 stycznia 1999 (slalom) – 3. miejsce
3. Cortina d’Ampezzo – 23 stycznia 2000 (slalom) – 2. miejsce
4. Bormio – 18 marca 2000 (slalom) – 3. miejsce
5. Park City – 21 listopada 2002 (slalom) – 1. miejsce